# جسر الزهور (الموصل)
جسر الزهور هو جسر يقع في محافظة نينوى في العراق على نهر الخوصر، يربط حي المثنى بحي الزهور على نهر الخوصر طوله حوالي 124 متر .